# 순라군
순라꾼(巡邏軍) 또는 졸경군(卒更軍), 순군(巡軍) 은 조선시대에 범죄나 화재를 막기 위해서  밤에 궁궐과 도성 안팎을 순찰하던 군인이다. 2경(二更, 오후 10시)에서 5경(五更, 오전 4시) 사이에 순찰을 돌았다. 수상한 점은 왕에게 직접 보고해야 했다.

## 역사
조선 초에는 의금부와 5위에서 위장(衛將) 부장(部將)을 비롯한 10여 명의 군사들을 인솔하며 순찰을 돌았다. 그러다가 임진왜란 이후 5위의 규모가 줄어들고 5군영으로 대체되면서 5위는 위장 15명, 부장 15명을 교대로 시켜 궁궐과 궁성 주위 순찰을 돌고 도성 안팎은 5군영 중 삼군문(三軍門, 훈련도감, 어영청, 금위영)과 좌포도청, 우포도청에서 각각 구역을 나누고 패(牌)로 다시 나누어 1명의 패장(牌將)과 순라군 8명 가량이 1패가 되어 8패를 만들고 순행(巡行)을 했다. 만약 통행금지 시간에 발각된 사람은 근처에 위치한 경수소(警守所)에 수용했다가 날이 밝으면 순청(巡廳)에서 곤장을 쳤다.